# Лук'яново
Лук'я́ново (рос. Лукьяново) — присілок у складі Грязовецького району Вологодської області, Росія. Входить до складу Сидоровського сільського поселення.

## Населення
Населення — 12 осіб (2010; 15 у 2002).
Національний склад (станом на 2002 рік):
- росіяни — 67 %
- узбеки — 33 %